# Franklin W. Fort

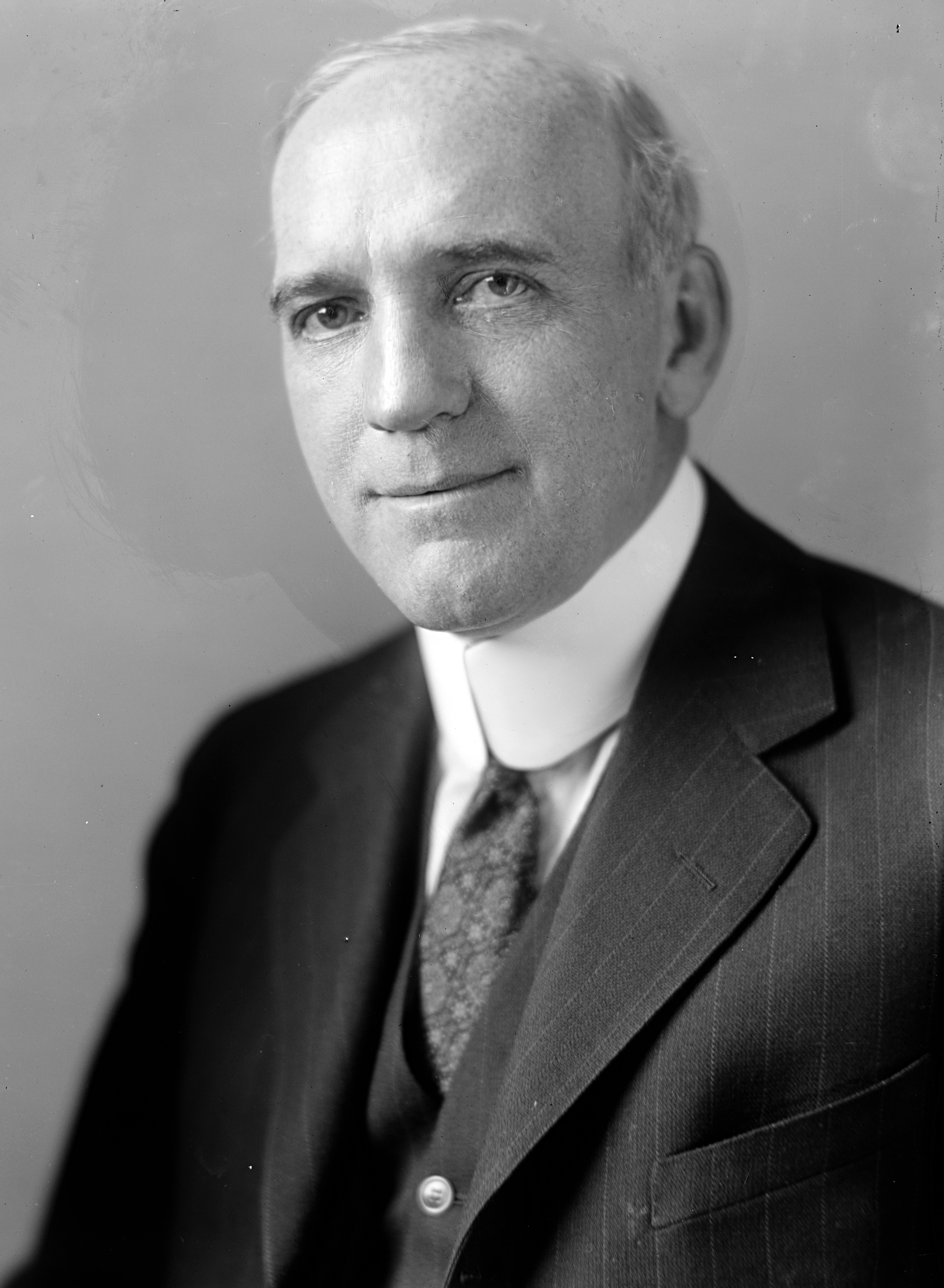
Franklin W. Fort

Franklin William Fort (* 30. März 1880 in Newark, New Jersey; † 20. Juni 1937 in Rochester, Minnesota) war ein US-amerikanischer Politiker. Zwischen 1925 und 1931 vertrat er den Bundesstaat New Jersey im US-Repräsentantenhaus.

## Leben
Franklin Fort war der Sohn von Gouverneur John Franklin Fort (1852–1920). Im Jahr 1888 kam er mit seinen Eltern nach East Orange, wo er die öffentlichen Schulen besuchte. Danach absolvierte er die Newark Academy und im Jahr 1897 die Lawrenceville School. Daran schloss sich bis 1901 ein Studium an der Princeton University an. Nach einem Jurastudium an der New York Law School und seiner 1903 erfolgten Zulassung als Rechtsanwalt begann er in Newark in diesem Beruf zu arbeiten. In den Jahren 1907 und 1908 fungierte er als Ratsschreiber (Recorder) der Stadt East Orange. Während des Ersten Weltkrieges war er von 1917 bis 1919 freiwilliger Mitarbeiter im Stab der Bundeslebensmittelverwaltung in der Bundeshauptstadt Washington, D.C. Danach arbeitete er in Newark in der Versicherungsbranche sowie im Bankgewerbe.
Politisch war Fort Mitglied der Republikanischen Partei. Bei den Kongresswahlen des Jahres 1924 wurde er im neunten Wahlbezirk von New Jersey in das US-Repräsentantenhaus in Washington gewählt, wo er am 4. März 1925 die Nachfolge von Daniel F. Minahan antrat, den er bei der Wahl geschlagen hatte. Nach zwei Wiederwahlen konnte er bis zum 3. März 1931 drei Legislaturperioden im Kongress absolvieren. Zwischen 1928 und 1930 war er Sekretär des Republican National Committee. Seine letzten Jahre im Kongress waren von den Ereignissen der Weltwirtschaftskrise geprägt.
Im Jahr 1930 verzichtete Fort auf eine weitere Kandidatur für das US-Repräsentantenhaus. Stattdessen bewarb er sich erfolglos um die Nominierung seiner Partei für die Wahlen zum US-Senat. Nach dem Ende seiner Zeit im Kongress praktizierte er wieder als Anwalt. In den Jahren 1932 und 1933 war er Vorstandsvorsitzender der Federal Home Loan Bank. Franklin Fort starb am 20. Juni 1937 in Rochester und wurde in Bloomfield beigesetzt.